# Der Pfau (Roman)
Der Pfau ist ein 2016 veröffentlichter Roman von Isabel Bogdan. In der Gesellschaftssatire prallen in einem Herrenhaus in den schottischen Highlands Menschen unterschiedlichster gesellschaftlicher Provenienz aufeinander.

## Inhalt
Lady und Lord McIntosh besitzen ein Herrenhaus in den Highlands und vermieten gelegentlich Zimmer, um das Haus erhalten zu können. Im Spätherbst kündigt sich eine Londoner Privatbank an, um ein Teambuilding-Seminar in der Abgeschiedenheit durchzuführen. Das Zusammentreffen in diesem Setting von britischer Upper Class mit den Bankern, einer Seminarleiterin, den pragmatischen Hausangestellten sowie mehreren Tieren entwickelt komödiantische Dynamik. Der titelgebende, auf alles Blaue aggressiv reagierende Pfau wird am Beginn als „verrückt“ vorgestellt und zieht sich leitmotivisch durch das Werk, um immer wieder skurrile Entwicklungen anzustoßen.

## Rezeption
Der „leichtfüßige Überraschungsbestseller des Jahres“ (taz) wurde in allen wichtigen Feuilletons rezensiert: Der Spiegel resümierte: „Die stimmige Atmosphäre schlägt die Hänger der Handlung.“, Die Zeit stellte fest: „Es ist eine Frage des Humors, ob man sich über gruppendynamischen Slapstick amüsiert. “ Das Hamburger Abendblatt schrieb: „Isabel Bogdan schreibt unaufdringlich süffisant, immer wieder lesen sich ganze Passagen, als habe sie beim Dichten unmerklich und leicht lächelnd, ‚very British‘ gewissermaßen, eine Augenbraue hochgezogen.“ Das Buch verkaufte sich allein bis 2021 mehr als 100.000 Mal.

## Verfilmung
2022 wurde der Roman von Lutz Heineking junior fürs Kino verfilmt. Zum Ensemblecast von Der Pfau gehören Lavinia Wilson, Serkan Kaya, Tom Schilling, Jürgen Vogel, David Kross, Svenja Jung und Annette Frier.

## Ausgaben
- Isabel Bogdan: Der Pfau. Kiepenheuer&Witsch, Köln 2016, ISBN 978-3-462-04800-1
- Isabel Bogdan: Der Pfau. Insel, Berlin 2017, ISBN 978-3-458-36297-5